# ディス・イズ・ザ・ニュー・シット
「ディス・イズ・ザ・ニュー・シット」（英: This Is the New Shit）は、マリリン・マンソンのアルバム『ザ・ゴールデン・エイジ・オブ・グロテスク』からの2枚目のシングル。2002年にベーシストとしてバンドに新加入したティム・スコルドが刻むインダストリアル・ビートが多用された曲である。『ザ・ゴールデン・エイジ・オブ・グロテスク』からのシングルとしては「モブシーン」に続く本作であるが、結果的にアルバムからシングルカットされた曲の中では最大のヒット曲となった。
サビで放送禁止用語を連呼する本作では、ミュージック・ビデオに用いられた音源の歌詞が一部差し替えられている。まず、「This Is the New Shit」のShit（シット）はSの発音を抜いてHit（ヒット）に、「Motherfuckers」（マザーファッカーズ）の部分に至っては単語全体が跳躍性のビートノイズによってかき消されるようになっている。
アメリカCBSのテレビドラマ『CSI:科学捜査班』の第4シーズン第13話「牙を持つ人々」では作中でこの曲が使用されている。他にも映画『マトリックス リローデッド』では作中での使用は無いもののサウンドトラックにこの曲が収録され、ホラー映画『HATCHET/ハチェット』においては作中で使用されている。また、2009年発売のRPG、バイオウェアDragon Age: Originsでは一部の予告編において使用されている。2007年7月10日から8月7日までラジオ・エディットがWWE専門チャンネルのテーマ曲となっていた。

## 収録曲
イギリス版CDシングル
1. 「ディス・イズ・ザ・ニュー・シット」（アルバムバージョン）
2. 「ディス・イズ・ザ・ニュー・シット（マリリン・マンソン・バーサス・ゴールドフラップ）」
3. 「マインド・オブ・ア・ルナティック」
4. 「ディス・イズ・ザ・ニュー・シット」（ビデオ）

ヨーロッパ版CDシングル
1. 「ディス・イズ・ザ・ニュー・シット」（アルバムバージョン）
2. 「ディス・イズ・ザ・ニュー・シット（マリリン・マンソン・バーサス・ゴールドフラップ）」
3. 「バブーン・レイプ・パーティー」
4. 「モブシーン」（ビデオ）

## チャート
| チャート（2003年）       | 最高位 |
| ------------------------ | ------ |
| ドイツ・シングルチャート | 25     |
| 全英シングルチャート     | 29     |